# شیرین‌کند
شیرین‌کند، روستایی در دهستان لیلان شرقی بخش شیرین‌کند شهرستان لیلان در استان آذربایجان شرقی ایران است. این روستا، مرکز بخش شیرین‌کند است.

## جمعیت
بر پایه سرشماری عمومی نفوس و مسکن در سال ۱۳۹۵، جمعیت این روستا برابر با ۲٬۷۴۴ نفر (۸۱۵ خانوار) بوده‌است.